# Necydalis moriyai
Necydalis moriyai là một loài bọ cánh cứng trong họ Cerambycidae.